# Alphabet song

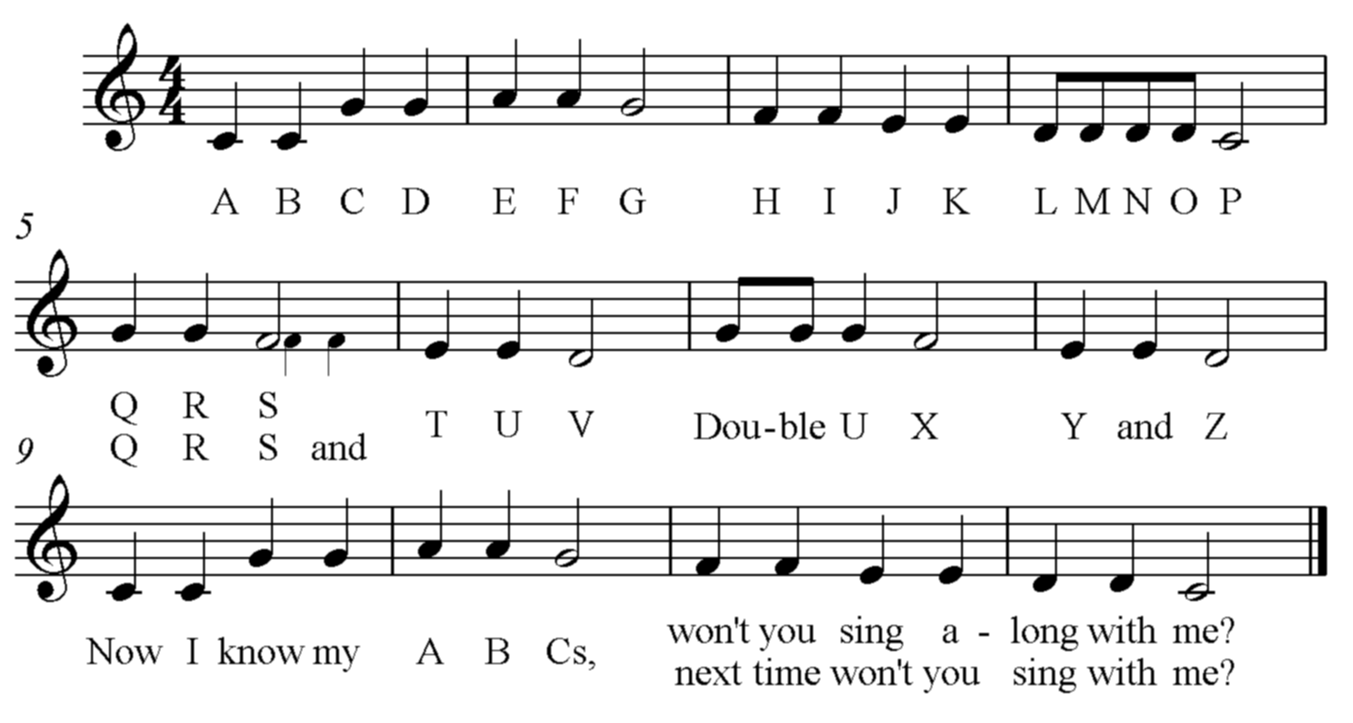
Spartito di The alphabet song, versione in lingua inglese della canzone dell'alfabeto

Alphabet song ("canzone dell'alfabeto") è una filastrocca in lingua inglese utilizzata per aiutare i bambini a imparare le lettere e ricordare il loro ordine nell'alfabeto.

## Storia
Benché esistano molte varianti del brano in varie lingue, la vera e propria canzone dell'alfabeto fu protetta da copyright per la prima volta nel 1835 dall'editore musicale Charles Bradlee e prendeva il titolo di The A.B.C., a German air with variations for the flute with an easy accompaniment for the piano forte. L'arrangiamento del brano è attribuito al compositore Louis Le Maire, mentre il tema è il medesimo di Ah! vous dirai-je, maman, che Mozart utilizzò anche per le sue Dodici variazioni in do maggiore sulla canzone francese "Ah, vous dirai-je Maman" KV 265 (300e); la stessa melodia venne anche adottata in altre filastrocche come Brilla, brilla la stellina e Baa, Baa, Black Sheep.